# StudioCanal
StudioCanal — французская кинокомпания, входящая в Groupe Canal+. Является обладателем крупнейшей в Европе кинотеки, в которую входят около 9400 фильмов. Занимается производством и распространением фильмов во Франции и других странах.

## История
Компания была основана 18 октября 1984 года под названием Canal+ Production. В 1990 году была переименована в Le Studio Canal Plus и была присоединена к американской Carolco Pictures. Кинотека изначально управлялась Canal+ DA (с 1992 года). В 1994 году Canal+ DA приобрела каталог фильмов De Laurentiis Entertainment Group (DEG), который позже перешёл в руки Carolco, а 1996 году Canal+ DA выкупила всю кинотеку обанкротившейся к тому времени Carolco.
В 2000 году Le Studio Canal+ и Canal+ DA объединились, что привело к созданию компании StudioCanal. В 2001 году Vivendi, параллельно с поглощением Canal+, приобрела канадскую компанию Seagram, владевшей киностудией Universal Studios и звукозисывающей компанией Universal Music Group, следствием чего стали совместные проекты StudioCanal, Universal и Working Title Films (дочерней структурой Universal). В 2003 году, после назначения Фредерика Сишле управляющим компанией, StudioCanal сменила акцент с производства на дистрибуцию фильмов во Франции и других странах.
В 2006 году StudioCanal приобрела британского дистрибьютора Optimum Releasing. В 2008 году был куплен немецкий кинодистрибьютор Kinowelt. В сентябре 2011 года британская и немецкая компании были переименованы в StudioCanal UK и StudioCanal GmbH соответственно.
В 2012 году был куплен контрольный пакет акций немецкой кинокомпании Tandem Productions, в 2020 году она была поглощена полностью. В июле 2012 года было куплено дистрибьюторское подразделение австралийской компании Hoyts. В декабре 2013 года была приобретена британская компания Red Production Company, производитель телефильмов и сериалов. В 2014 году при поддержке StudioCanal была создана американская кинокомпания The Picture Company. В том же 2014 году также при участии StudioCanal в Дании была создана студия SAM Productions, ориентированная на производство телефильмов и сериалов для Сканировании, среди её ключевых фигур был Сорен Свейструп.
В апреле 2016 года были куплены доли в двух британских киностудиях (SunnyMarch TV и Urban Myth Films) и испанской Bambú Producciones. Также в 2016 году были куплены все права на образ медвежонка Паддингтона, за исключением книг. В 2021 году была куплена немецкая киностудия Lailaps Films, с которой StudioCanal до этого несколько лет сотрудничала в производстве фильмов и сериалов. В 2022 году была приобретена нидерландская кинопроизводственная и дистрибьюторская компания Dutch FilmWorks.

## Деятельность
Компания работает в 9 странах Европы (Франция, Великобритания, Ирландия, Германия, Австрия, Нидерланды, Бельгия, Люксембург и Польша), в Австралии и Новой Зеландии, а также имеет офисы в США и КНР. StudioCanal инвестирует в производство фильмов и сериалов более 200 млн евро в год. На собственных студиях выпускается около 20 фильмов и 15 сериалов в год, также компания финансирует производство на других студиях.
StudioCanal принадлежат следующие кинокомпании:
- Франция: 2e Bureau и Studiocanal Original;
- Великобритания: Birdie Pictures, Red Production Company, Urban Myth Films, Strong Film & Television, Sunny March TV;
- Испания: Bambú Producciones;
- Германия: Lailaps Films, Studiocanal Series;
- Польша: Opus TV;
- Дания: SAM Productions;
- Нидерланды: Dingie;
- США: The Picture Company.

Компании является владельцем крупнейшей в Европе кинотеки, насчитывающей 9400 наименований фильмов из 60 стран, включая 70 фильмов, получивших «Оскар» и 18 лауреатов Золотой пальмовой ветви. Компания занимается восстановлением кинофильмов, выпуском на DVD, запуском в кинопрокат и продажей прав на трансляцию.